# 伏屋修治
伏屋 修治（ふせや しゅうじ、1930年1月25日 - 2014年11月30日）は、日本の政治家。元公明党衆議院議員（5期）。

## 来歴
岐阜県羽島郡出身。1947年4月に、岐阜商業高校を卒業して、小学校の助教諭となった。1951年、岐阜師範学校（現・岐阜大学）卒業後、正教員となった。24年間の教員生活を経て、1974年の参議院選挙に岐阜県選挙区から公明党で立候補するが、4位で落選した。1976年の総選挙で旧岐阜1区から立候補して1位で初当選を果たした。1979年の総選挙で再選を果たした。1980年の総選挙では落選した。1983年の総選挙で返り咲き、以後1993年の総選挙まで合わせて5期務めた。1993年の総選挙には立候補せずに引退した。
2014年11月30日、心不全のため死去。84歳没。